# Гюн, Бедиха
Бедиха Гюн (тур. Bediha Gün; 26 октября 1994, Конак, Измир, или Диярбакыр, Турция) — турецкая женщина-борец вольного стиля, призёр чемпионатов Европы и Исламских игр, участница Олимпиады. Победитель Средиземноморских игр.

## Спортивная карьера
Вольной борьбой занимается с 2009 года под руководством Хабиля Кара в «Спортсклубе» Измира. На Олимпийских играх в Рио-де-Жанейро проиграла на стадии 1/8 финала представительнице Северной Кореи Чон Мён Сук и заняла 18 место. На Исламских играх солидарности 2017 года в Баку заняла 3 место. В мае 2018 года на чемпионате Европы в Каспийске выиграла бронзовую медаль, победив в схватке за 3 место украинку Анну Войтову. В апреле 2019 года стала бронзовым призёром чемпионата Европы в Бухаресте. В феврале 2020 года в третий раз подряд Гюн стала бронзовым призёром чемпионата Европы, завоевав медаль в Риме.
В апреле 2025 года на чемпионате Европы в Братиславе в весовой категории до 59 кг завоевала серебряную медаль. В финальной схватке уступила сопернице из России Анастасии Сидельниковой.

## Спортивные результаты
- Чемпионат мира по борьбе 2013 — 5;
- Чемпионат Европы по борьбе 2014 — 5;
- Чемпионат Европы по борьбе U23 2015 — 5;
- Европейские игры 2015 — 7;
- Чемпионат мира по борьбе 2015 — 12;
- Чемпионат Европы по борьбе 2016 — 11;
- Чемпионат Европы по борьбе U23 2016 — ;
- Олимпиада 2016 — 18;
- Исламские игры солидарности 2017 — ;
- Чемпионат Европы по борьбе 2018 — ;
- Средиземноморские игры 2018 — ;
- Чемпионат Европы по борьбе 2019 — ;
- Европейские игры 2019 — 5;
- Чемпионат Европы по борьбе 2020 — ;
- Чемпионат Европы по борьбе 2025 — ;